# تياجو ماتشادو
تياجو ماتشادو (بالبرتغالية: Tiago Machado‏) ولد بتاريخ 18 أكتوبر 1985 في البرتغال، هو دراج برتغالي في صنف سباق الدراجات على الطريق.

## روابط خارجية
- تياجو ماتشادو على موقع الاتحاد الدولي للدراجات (الإنجليزية)
- تياجو ماتشادو على موقع أرشيف الدراجات (الإنجليزية)
- تياجو ماتشادو على موقع إحصائيات الدراجات الإحترافية (الإنجليزية)
- تياجو ماتشادو على موقع نسبة الدراجات (الإنجليزية)
- تياجو ماتشادو على موقع CycleBase (الإنجليزية)
- تياجو ماتشادو على موقع MTB Data (الإنجليزية)